# Berlin-Wittenau (Wilhelmsruher Damm)
Berlin-Wittenau (Wilhelmsruher Damm) – przystanek kolejowy na liniach S1 i S85 S-Bahn w Berlinie oraz stacja początkowa metra w Berlinie na linii U8, w dzielnicy Wittenau, w okręgu administracyjnym Reinickendorf. Stacja metra została otwarta w 1994 r. Do 1995 nazwa przystanku brzmiała Wittenau (Nordbahn).